# Achmed Boumrah
Achmed Boumrah es un deportista belga que compitió en taekwondo. Ganó una medalla de bronce en el Campeonato Europeo de Taekwondo de 1996, en la categoría de –58 kg.

## Palmarés internacional
| Campeonato Europeo | Campeonato Europeo   | Campeonato Europeo | Campeonato Europeo |
| Año                | Lugar                | Medalla            | Categoría          |
| ------------------ | -------------------- | ------------------ | ------------------ |
| 1996               | Helsinki (Finlandia) | Medalla de bronce  | –58 kg             |